# 陈早春
陈早春（1935年—2018年7月2日），笔名史索、田藻，男，湖南隆回人，中国文学评论家、编辑出版家，人民文学出版社原社长，中国作家协会名誉委员，第八、九届全国政协委员。